# Ginan
Ginan es el nombre de la estrella ε Crucis (ε Cru / HD 107446 / HR 4700), la quinta más brillante de la constelación Cruz del Sur con magnitud aparente +3,59. En portugués es conocida con el nombre de Intrometida. 
Ginan es una gigante naranja de tipo espectral K3III con una temperatura de 4150 K. Su luminosidad es 330 veces mayor que la luminosidad solar y su diámetro es 34 veces mayor que el del Sol —casi la mitad de la órbita de Mercurio—.
Intrínsecamente más luminosa que la conocida Arturo (α Bootis), es una estrella de características similares a Maasym (λ Herculis).
Tiene un contenido relativo de hierro equivalente al 80 % del existente en el Sol.
Su masa aproximada es un 42 % mayor que la masa solar y su edad se estima en 2830 millones de años.
Catalogada como posible estrella variable con la denominación NSV 5568, se encuentra a 228 años luz del sistema solar.
Ginan aparece en las banderas nacionales de Australia, Papúa Nueva Guinea y Brasil. En esta última representa al estado de Espírito Santo —véase estrellas en la Bandera de Brasil—.